# Gerd Michaelis Chor
Der Gerd Michaelis Chor (auch Gerd-Michaelis-Chor oder Michaelis Chor) war ein Vokalensemble in der DDR, das besonders im Genre Schlager, aber auch mit politischen Liedern erfolgreich war. Gerd Michaelis (1933–2022) war der Leiter des Chors.

## Geschichte
Der Gerd Michaelis Chor wurde 1967 als Teil des Wolfgang-Brandenstein-Ensembles gegründet. Bis 1968 war er dem Friedrichstadtpalast zugeordnet. Das Vokalensemble bestand aus rund acht Mitgliedern; die Fluktuation war hoch. Mehrere Sänger wurden später als Solokünstler bekannt, darunter Jan Gregor, Henry Kotowski, Horst Krüger, Gerti Möller und Hartmut Schulze-Gerlach, der unter dem Namen Muck erfolgreich war. Neben vielen Konzerten, Rundfunk- und Schallplattenaufnahmen unter eigenem Namen wirkten der Gerd Michaelis Chor oder einzelne Mitglieder des Chors auf zahlreichen anderen Aufnahmen mit. Dazu gehört eine Reihe von Schallplattenproduktionen mit dem Orchester Jo Kurzweg und weiteren Orchestern.
1973 hatte der Chor mit Schulze-Gerlach als Solist den Hit Isabell.
1974 wurde die Gerd-Michaelis-Chor-Band gegründet. Mitglieder waren Mathias Schramm (Bassgitarre), Klaus-Peter Albrecht (Gitarre), Ulrich Bastian (Keyboards), Bernhard Wachsmann (Posaune) und Bernd Schimmler (Schlagzeug). 1976 löste sich die Band auf. Gerd Michaelis gab im selben Jahr aus gesundheitlichen Gründen die Leitung des Chors auf. Vlady Slezák führte ihn als Cantus-Chor weiter.

## Besetzung
Mitglieder des Gerd Michaelis Chors waren unter anderem Renate Baptist, Beate Barwandt († 1975), Wolfgang Barczewski (Wolf Baki), Werner Düwelt, Jan Gregor, Silvia Kottas, Henry Kotowski, Horst Krüger, Evelin Merzdorf, Gerd Michaelis, Gerti Möller, Peter Paulick, Benno Penßler-Beyer, Hartmut Schulze-Gerlach, Gonda Streibig sowie Eva Maria Slezák und Vlady Slezák.

## Sonstiges
Die weiblichen Mitglieder traten zeitweise als 4 Damen vom Gerd Michaelis-Chor auf. Als Mitarbeiter für Organisation und Technik begann der spätere Moderator, Sänger und Schauspieler Wolfgang Lippert seine Bühnenkarriere beim Gerd Michaelis Chor. Gerd Michaelis war der Stiefvater des Sängers Dirk Michaelis.

## Diskografie

### Langspielplatten
- 1969: Stereo par Excellence (Amiga, mit Amiga Studioorchester unter Günter Gollasch)
- 1970: Der letzte Walzer (Amiga, mit Amiga Studioorchester)
- 1971: Jetzt kommen die lustigen Tage (Amiga)
- 1973: In Musik verliebt (Amiga, mit Orchester Günter Oppenheimer und Die Babsis)
- 1973: Winterzeit – Schöne Zeit (Amiga, mit Orchester Jo Kurzweg)
- 1974: Gerd Michaelis Chor (Amiga, mit Studioorchester Berlin)
- 1974: Im Partysound (Amiga, mit Studioorchester Jo Sandberg)
- 1976: Leg’ doch mal die Big Band auf (Amiga, mit Orchester Günter Gollasch)

### CDs
- 1996: Blau ist die Nacht – Die schönsten Schlager des Gerd Michaelis Chors (Rcs, CD)
- 2017: Gerd Michaelis Chor (Amiga Sony Music, CD) als Bestandteil der 5-CD-Box Original Album Classics Pop-Perlen 70er

### Veröffentlichung auf Samplern (Auswahl)
- 1967: Winternacht auf Schlager aktuell (Amiga)
- 1969: Schöne Zeit der Jahreswende auf Schlager nach Wunsch (Amiga)
- 1969: Tausend bunte Lichter und Regen im Abendwind auf Das hat Pfiff (Amiga)
- 1969: Musical Erfolge (Amiga)
- 1972: Hallo Dolly (Amiga)
- 1972: Spiel, Aljoscha auf Schlager-Box 1/72 (Amiga)
- 1972: Reisen, reisen in die weite Ferne auf Schlagerkassette (Amiga)
- 1973: Solidarität und Salut auf Rhythmus ’73 (Amiga)

### Singles
- 1967: Der Abend bringt Träume / Schau dich um in der Welt (Amiga)
- 1967: Reisen, reisen in die weite Ferne / Sag mir deinen Namen (Amiga)
- 1968: Blau ist die Nacht / Ich freu’ mich so (Amiga)
- 1968: Freu dich / Michael Hansen: Dich hat die Liebe für mich bestimmt (Amiga)
- 1968: Träumend geht der Tag zu Ende / Heute bin ich froh (Amiga)
- 1970: Sing-sala-bim / Lied unter alten Bäumen (Amiga)
- 1971: Spiel, Aljoscha / Der alte Mond (Amiga)
- 1972: Sing auf allen Straßen / Wir woll’n dabei sein (Amiga)
- 1974: Waterloo / I’m a Train (Amiga)
- 1974: Solidarität / Salut (Amiga)
- 1974: Dieses Jahr / Eine Rose für den Tag (Amiga)
- 1975: Mexican Hat Dance / Down by the Riverside (Amiga)
- 1975: Freunde, seid willkommen / Nur im Frieden (Amiga)
- 1975: Kling, Glöckchen, klingeling; Laßt uns froh und munter sein; O du fröhliche / Morgen kommt der Weihnachtsmann; Ihr Kinderlein kommet; Der Christbaum ist der schönste Baum (Amiga)